# Капуста Юлія
Юлія Капуста (* 1987) — українська біатлоністка, чемпіонка юнацьких спортивних ігор, майстер спорту з біатлону.

## З життєпису
Народилася 1987 року в місті Суми.
Дебютувала на міжнародному рівні у 2006 році — юніорські гонки Кубка Європи з біатлону в Ріданні. Того ж року брала участь в міжнародному чемпіонаті серед юніорів світу з біатлону (Уфа). У змаганнях з кросу була дев'ятою в спринті та десятою в мас-старті.
2007 року брала участь у цих змаганнях в Отепяе, зайнявши п'яте місце в спринті і 13-е в гонці з масового старту.
На літньому чемпіонаті Європи з біатлону 2009 року в Нове Место-на-Мораві з Наталією Недашківською, Василем Палигою і Віталієм Дердійчуком посіла шосте місце в гонці зі змішаною естафетою.